# Rivière des Monts
La rivière des Monts est un affluent de la rive sud-ouest de la partie inférieure du cours d'eau Le Gros Bras, coulant dans le territoire non organisé de Lac-Pikauba et la municipalité de Saint-Urbain, dans la municipalité régionale de comté (MRC) de Charlevoix, dans la région administrative de la Capitale-Nationale, dans la province de Québec, au Canada.
La partie inférieure de cette vallée est surtout desservie par quelques routes forestières qui se relient au nord au chemin du Parc-des-Grands-Jardins. La partie supérieure de cette vallée est desservi par quelques autres routes forestières qui desservent aussi vers le sud le Lac Chambers et le lac Carbonel. La sylviculture constitue la principale activité économique de cette vallée ; les activités récréo-touristiques, en second.
La surface de la partie inférieure du Le Petit Bras est généralement gelée du début de décembre jusqu'au début d'avril ; toutefois la circulation sécuritaire sur la glace se fait généralement de la mi-décembre jusqu'à la fin mars. La partie supérieure de ce cours d'eau compte une période de gel d'environ une semaine supplémentaire. Le niveau de l'eau de la rivière varie selon les saisons et les précipitations ; la crue printanière survient généralement en avril.

## Géographie
La rivière des Monts prend sa source à l'embouchure d'un petit lac (altitude : 796 m) situé en zone forestière dans une vallée entre le Lac Saint-Denys (situé du côté nord) et le Lac Thomas-Fortin (situé du côté sud-ouest). Cette source de la rivière est située à :
- 0,7 km à l'est de la limite de Lac-Pikauba et de Saint-Urbain ;
- 8,4 km à l'est du cours de la partie supérieure de la rivière Malbaie ;
- 18,1 km au nord-ouest du centre du village de Saint-Urbain ;
- 17,2 km au nord-ouest de l'embouchure du Le Gros Bras (confluence avec la rivière du Gouffre) ;
- 29,6 km au nord-ouest du centre-ville de Baie-Saint-Paul[2].

À partir de sa source, le cours de la rivière des Monts descend sur 8,6 km dans une vallée généralement encaissée, avec une dénivellation de 467 m, selon les segments suivants :
- 3,1 km d'abord vers le sud-est dans une plaine, puis vers le nord-est dans une vallée de plus en plus encaissée, jusqu'à la décharge (venant du sud-ouest) du Lac Michel et de l'Étang Plaisant ;
- 0,6 km vers l'est dans une vallée encaissée, jusqu'à la décharge (venant du nord-ouest) du Lac à Moïse ;
- 3,0 km vers le nord-est jusqu'à un coude de rivière ; puis vers le sud-est dans une vallée encaissée, jusqu'à un ruisseau (venant du sud-ouest) ;
- 1,9 km vers l'est en passant du côté nord du Mont du Gros Ruisseau, jusqu'à son embouchure[2].

La rivière des Monts se déverse sur la rive sud-ouest du cours d'eau Le Gros Bras, dans la municipalité de Saint-Urbain. Cette embouchure est située à :
- 0,1 km au sud-ouest de la route 381 ;
- 2,9 km au sud-ouest du Lac des Cygnes ;
- 11,6 km au nord-ouest du centre du village de Saint-Urbain ;
- 18,5 km à l'ouest du centre du village de Saint-Hilarion ;
- 24,3 km au nord-ouest du centre-ville de Baie-Saint-Paul[2].

À partir de l'embouchure de la rivière des Monts, le courant descend sur 9,5 km en suivant le cours du Le Gros Bras vers le sud-est ; puis sur 25,3 km avec une dénivellation de 56 m en suivant le cours de la rivière du Gouffre laquelle se déverse à Baie-Saint-Paul dans le fleuve Saint-Laurent.

## Toponymie
Cette désignation toponymique parait sur une carte de 1996.
Le toponyme « rivière des Monts» a été officialisé le 25 mars 1997 à la Banque des noms de lieux de la Commission de toponymie du Québec.